# 까까머리의 연애
《까까머리의 연애》는 2017년 11월 5일에 방영한 《KBS 드라마 스페셜 2017》 시리즈 중 마지막인 열 번째 작품이다.

## 줄거리
유지율은 꽃다운 나이 26세에 뇌종양이 재발하여 자신의 머리를 '까까머리'로 밀고 노란색 물을 들인다. 배치환은 여자란 돈이 아주 많거나 아주 예뻐야 상대할 가치가 있다고 한다. 지율은 그렇게 만난 치환과 생애 마지막 연애를 선택한다.

## 등장 인물

### 주요 인물
- 강연정 : 유지율 역

악성 교모세포종. 좀 시크하고 가끔 엉뚱한 데가 있으며, 유치원 선생답게 모범적이고 긍정적으로 살아간다. 1년 전 수술한 종양이 또 다시 재발한 것 때문에 삶의 의욕이 바닥을 치던 날, 하필이면 행복한 미소를 띤 전 남친을 봐버렸다. 욱 하는 마음에 도발적인 원망의 화살을 쏘고 마는데, 그게 치환에게 꽂히면서 그녀의 일상이 꼬인다.
- 김정현 : 배치환 역

낮에는 미용실 보조, 밤에는 수컷 꽃뱀으로 살아가고 있다. 직업에 어울리는 외모는 광채가 나고, ‘내 멋대로’식 배짱을 소유했다. 그가 말을 섞는 여자는, 돈이 아주 겁나게 많거나 죽여주는 예쁜 외모여야 한다. 근데 여기 어디에도 낄 수도 없고, 머리마저 고장 난 지율과 엮이게 된다.

### 주변 인물
- 민진웅 : 윤시우 역

지율의 전 남자친구. 약사. 3년 사귄 지율에게 이별을 통보하고 약국을 차려준다는 여자의 딸과 서둘러 결혼을 했다. 못된 남자는 아니지만 계산이 빠를 뿐이다. 지율의 예상대로 잘 먹고 잘 살고 있다.
- 이정은 : 영희 역

지율의 어머니. 자꾸 치료를 포기하려는 지율 때문에 속상해 하며, 어떻게든 지율을 설득하려고 한다.
- 오나라 : 재희 역 (특별출연)

치환의 사랑하는 '누나'. 많은 재산을 보유하고 있어 치환의 타겟이 됐다. 병원에 입원하고 있던 중 우연히 지율과 치환이 함께 있는 장면을 목격한다.

### 그 외 인물
- 이서환
- 박규영
- 신덕호
- 차미경
- 김보정
- 김중돈
- 유순웅
- 이강욱
- 임재근
- 이규희
- 오승희
- 지성근
- 김송
- 정현석
- 이선영
- 고도연

### 특별출연
- 강기둥

## 시청률
- 전국 시청률 : 2.1%[1]